# Hélène Duc
Marcelle Geneviève Hélène Duc (Bergerac, 22 marzo 1917 – Parigi, 23 novembre 2014) è stata un'attrice francese.
Membro della Resistenza durante la seconda guerra mondiale, Hélène Duc divenne famosa interpretando Mahaut d'Artois nella miniserie televisiva Les Rois Maudits (1972) di Claude Barma, adattamento dell'omonimo romanzo di Maurice Druon. Sul palcoscenico recitò spesso sotto la regia Jacques Mauclair, che la diresse in Madre Coraggio e i suoi figli di Bertolt Brecht.

## Biografia
Marcelle Geneviève Hélène Duc mostrò molto presto uno spiccato gusto per i palcoscenici, la declamazione e le lettere. Fu quindi del tutto naturale che iniziasse a insegnare alla fine degli anni trenta, annoverando tra le sue allieve Juliette Gréco, che ritroverà nella Parigi occupata dai tedeschi.

### Carriera teatrale
Nel frattempo entrò a far parte della «compagnie du rideau gris», con sede a Marsiglia, fondata e diretta da André Roussin e Louis Ducreux, e che lasciò poi per quella di Jean-Pierre Grenier e Olivier Hussenot.
Riservò le sue doti di tragica al teatro, dove si dimostrò un'incomparabile interprete di Racine.

### Carriera cinematografica
Jacques Becker le fece muovere i primi passi sul grande schermo in Falbalas (due battute), prima di affidarle, qualche anno dopo, il ruolo più importante di amante della musica mondana in Edoardo e Carolina. Successivamente interpretò ruoli comici, dalla prefetta di Grandi manovre alla segretaria di Justin Migonnet (interpretato da Fernandel) ne Le Caïd, passando alla segretaria di Étienne Alexis (interpretato da Paul Meurisse) in Picnic alla francese o la miliardaria cacciatrice di uomini di Caccia al maschio.
Il cinema continuò a confinarla nei ruoli di donne caricaturali dell'alta borghesia, dalla moglie di Jacques Charon che si pettina con Dany Saval in Comment réussir en amour alla mondana pronta a compromettersi con la banda guidata da Johnny Hallyday in Quella carogna di Frank Mitraglia (À tout casser). Quand'era ormai avanti negli anni ottenne dei ruoli non scontati: madre lesbica – che apprezza le riviste porno! – di Bernard Blier (del quale, due anni prima, aveva interpretato la moglie per Pierre Richard) in Le Faux-cul, madre avara e cieca di un Jean Carmet patetico travestito in Miss Mona di Mehdi Charef, unisce abbattimento e sobrietà nel ruolo di una delle due nonne del piccolo eroe di Promis... juré! di Jacques Monnet.
Il cinema sembrò dimenticarla alla fine degli anni ottanta, nonostante una fugace apparizione ne Les soeurs Soleil, finché Miguel Courtois ebbe l'idea di affidarle il secondo ruolo femminile in Un ange, dove la ritroviamo nei panni di una chiaroveggente cieca involontariamente coinvolta in una serie di omicidi a cascata. Fu poi Étienne Chatiliez a farne la beffarda madre di André Dussollier e nonna del "pechinese", alias Tanguy.

### Carriera televisiva
Ma il suo ruolo più famoso rimase probabilmente quello di Mahaut d'Artois, nella miniserie televisiva Les Rois Maudits, diretto da Claude Barma e trasmesso nel 1972-1973 (nel remake del 2005, La maledizione dei Templari, interpretò un altro personaggio).
Hélène Duc rivestì anche il ruolo ricorrente della madre della protagonista nella serie TV Maguy.

### Vita privata
Sposata con René Catroux (1912-1993), uno dei figli del generale Georges Catroux, ha avuto due figlie, una delle quali è stata l'attrice Élisabeth Catroux, morta il 22 giugno 2013 all'età di 60 anni.
Nel 2005 ha ottenuto il titolo onorifico di «Giusto tra le Nazioni» per aver salvato, con la madre Jeanne, insegnante, decine di ebrei, a Bergerac e Marsiglia.
È morta a Parigi il 23 novembre 2014. Le sue ceneri sono deposte nel colombario del cimitero di Père-Lachaise (celletta n. 8.742).

## Filmografia parziale

### Cinema
- Falbalas, regia di Jacques Becker (1944) - non accreditato
- Edoardo e Carolina (Édouard et Caroline), regia di Jacques Becker (1951)
- Grandi manovre (Les grandes manoeuvres), regia di René Clair (1955)
- Picnic alla francese (Le Déjeuner sur l'herbe), regia di Jean Renoir (1959)
- Amori celebri (Amours célèbres), regia di Michel Boisrond (1961)
- Caccia al maschio (La chasse à l'homme), regia di Édouard Molinaro (1964)
- Les Baratineurs, regia di Francis Rigaud (1965)
- Les malabars sont au parfum, regia di Guy Lefranc (1966)
- Quella carogna di Frank Mitraglia (À tout casser), regia di John Berry (1968)
- La prigioniera (La prisonnière), regia di Henri-Georges Clouzot (1968)
- La Femme en bleu, regia di Michel Deville (1973)
- Se gli altri sparano... io che c'entro!? (Je sais rien, mais je dirai tout), regia di Pierre Richard (1973)
- Un letto in società (Catherine et Cie), regia di Michel Boisrond (1975)
- Le Faux-cul, regia di Roger Hanin (1975)
- Alors... Heureux?, regia di Claude Barrois (1980)
- Miss Mona, regia di Mehdi Charef (1987)
- Promis... juré!, regia di Jacques Monnet (1987)
- Les soeurs Soleil, regia di Jeannot Szwarc (1997)
- Un ange, regia di Miguel Courtois (2001)
- Tanguy, regia di Etienne Chatiliez (2001)
- Laisse tes mains sur mes hanches, regia di Chantal Lauby (2003)
- Souffrance, regia di Aytl Jensen (2007)

### Televisione
- Les Rois Maudits, regia di Claude Barma – miniserie TV (1972-1973)
- Maguy – serie TV (1987-1992)
- La maledizione dei Templari (Les rois maudits), regia di Josée Dayan – miniserie TV (2005)

## Teatro
- Montorgueil di René Catroux, Parigi, théâtre Charles de Rochefort (1952)
- Le Dindon di Georges Feydeau, regia di Jean Meyer, Parigi, Teatro dei Celestini (1953)
- Les Femmes savantes di Molière, regia di Jacques Charon, Parigi, Théâtre des Bouffes-Parisiens (1960)
- Les Joies de la famille di Philippe Hériat, regia di Claude Sainval, Parigi, Comédie des Champs-Élysées (1960)
- Mère Courage et ses enfants di Bertolt Brecht, regia di Jacques Mauclair, Grenier de Toulouse (1960)
- Le Petit bouchon di Michel André, regia di Jacques Mauclair, Parigi théâtre des Variétés (1961)
- Le Cheval évanoui di Françoise Sagan, regia di Jacques Charon, Parigi, Teatro del Ginnasio (1966)
- Le Vison voyageur di Ray Cooney e John Chapman, regia di Jacques Sereys, Parigi, Teatro del Ginnasio (1969)
- Cyrano de Bergerac di Edmond Rostand, regia di Jean Deschamps, Carcassonne, Festival de la Cité (1970)
- La guerre de Troie n'aura pas lieu di Jean Giraudoux, regia di Yves Kerboul, Montpellier, théâtre du Midi (1970)
- La Polka di Patrick Modiano, regia di Jacques Mauclair, Parigi, Teatro del Ginnasio (1974)
- Voyez-vous ce que je vois ? di Ray Cooney e John Chapman, regia di Jean Le Poulain, Parigi, théâtre de la Michodière (1976)
- Les Vignes du seigneur di Robert de Flers e Francis de Croisset, Parigi, Teatro Michel (1977)
- Intermezzo di Jean Giraudoux, regia di Jean Meyer, Parigi, Teatro dei Celestini (1978)
- Le Piège di Ira Levin, regia di Riggs O'Hara, Parigi, théâtre Édouard-VII (1979)
- Le Moule di Xavier Pommeret, regia di Ewa Lewinson, Les Amandiers de Nanterre (1981)
- La Chienne dactylographe di Gilles Roignant, regia di Daniel Benoin, Parigi, théâtre de la Gaîté-Montparnasse (1983)
- Hernani di Victor Hugo, regia di Antoine Vitez, Parigi théâtre de Chaillot (1985)
- Les Cahiers tango di Françoise Dorin, regia di Andréas Voutsinas, Parigi, théâtre Antoine (1988)
- La Dame de chez Maxim di Georges Feydeau, regia di Bernard Murat, Parigi, théâtre Marigny (1991)
- Sourire des mondes souterrains di Lars Norén, regia di Robert Cantarella, Parigi, théâtre national de la Colline (1992)
- My Fair Lady di Frederick Loewe, regia di Alain Marcel, Liegi, Opéra Royal de Wallonie (1997)